# Rika, Lappland
Rika är en sjö i Jokkmokks kommun i Lappland och ingår i Luleälvens huvudavrinningsområde. Sjön har en area på 0,11 kvadratkilometer och ligger 387,3 meter över havet.

## Delavrinningsområde
Rika ingår i det delavrinningsområde (740053-171116) som SMHI kallar för Ovan 739881-171071. Medelhöjden är 404 meter över havet och ytan är 8,99 kvadratkilometer. Det finns inga avrinningsområden uppströms utan avrinningsområdet är högsta punkten. Andrensbäcken som avvattnar avrinningsområdet har biflödesordning 2, vilket innebär att vattnet flödar genom totalt 2 vattendrag innan det når havet efter 160 kilometer. Avrinningsområdet består mestadels av skog (79 procent). Avrinningsområdet har 0,97 kvadratkilometer vattenytor vilket ger det en sjöprocent på 10,8 procent.